# Idioctopus gracilipes
Genre
Espèce
Statut de conservation UICN

 LC  : Préoccupation mineure
Idioctopus gracilipes est une espèce de mollusques céphalopodes marins octopodes, seul représentant du genre Idioctopus et de la Sous-famille des Amphitretinae dans la famille des Amphitretidae. Cette espèce se rencontre dans le nord-ouest du Pacifique.